# Big-i
Big-i (яп. ビッグアイ Биггуаи) — 132.6-метровый и 24-этажный небоскреб, расположенный по адресу 2-11-1 Экимаэ, город Корияма, префектура Фукусима, Япония. Здание было построено в марте 2001 года. Самый высокий небоскрёб города Корияма и префектуры Фукусима.